# Воля-Солецька-Перша
Воля-Солецька-Перша (пол. Wola Solecka Pierwsza) — село в Польщі, у гміні Ліпсько Ліпського повіту Мазовецького воєводства.
Населення — 374 особи (2011).
У 1975-1998 роках село належало до Радомського воєводства.

## Демографія
Демографічна структура станом на 31 березня 2011 року:
|          | Загалом | Допрацездатний вік | Працездатний вік | Постпрацездатний вік |
| -------- | ------- | ------------------ | ---------------- | -------------------- |
| Чоловіки | 179     | 27                 | 122              | 30                   |
| Жінки    | 195     | 33                 | 104              | 58                   |
| Разом    | 374     | 60                 | 226              | 88                   |